# Ciro Costa
Ciro Costa (Limeira, 18 de março de 1879 – Rio de Janeiro, 22 de junho de 1937) foi um poeta, conferencista, jornalista, advogado e cronista brasileiro. Filho do coronel José Ferreira da Costa e de Dona Antônia Montenegro da Costa. Foi diplomado em direito pela Faculdade de Direito de São Paulo, além de integrante da Academia Paulista de Letras. Até sua morte, publicou dois livros.